# Cupuladria canariensis
Cupuladria canariensis är en mossdjursart som först beskrevs av Busk 1859.  Cupuladria canariensis ingår i släktet Cupuladria och familjen Cupuladriidae. Inga underarter finns listade i Catalogue of Life.